# Astomaspis froggatti
Astomaspis froggatti är en stekelart som först beskrevs av Turner 1919.  Astomaspis froggatti ingår i släktet Astomaspis och familjen brokparasitsteklar. Inga underarter finns listade.